# 方領大根
方領大根（ほうりょうだいこん）は、愛知県あま市を中心に生産される尾張大根の品種。

## 概要
海部郡甚目寺村方領（現・あま市方領）を本場とする。尾張大根を代表する品種であり、また全国的にも知られる主要品種であるという。白首大根で、練馬大根はここから発祥したものともいわれる。煮て食べるのに適するとされる。色は白く、先が細って曲がり、水牛の角のような形状である。
1881年（明治14年）には、方領地区の有志により「海東郡方領大根採種組合」が組織され、品種改良が進められた。昭和40年代には青首大根の台頭により生産量が減少し、農家の自家消費分として細々と栽培されるに過ぎなくなった。